# 1999年の相撲
1999年の相撲（1999ねんのすもう）は、1999年の相撲関係のできごとについて述べる。

## 大相撲

### できごと
- 1月、元小結旭豊引退、準年寄旭豊承認。場所後の番付編成会議で千代大海の大関昇進が決定。巡業部を50人に増員した。
- 2月、9日に力士大運動会が東京体育館で700人の力士が参加して行われた。準年寄旭豊が立浪部屋を継承。
- 3月、横綱審議委員会委員長に一力一夫就任。元前頭筆頭豊ノ海引退、年寄山響襲名。
- 5月、5月場所後、武蔵丸の横綱昇進決定。
- 6月、元小結大翔鳳引退、準年寄大翔鳳承認。
- 7月、元小結琴稲妻引退、年寄粂川襲名。元関脇栃乃和歌引退、年寄竹縄襲名。7月場所後の番付編成会議で出島が大関昇進。
- 9月、運営審議委員会の委員長に河上民雄が就任。元前頭4枚目の時津洋引退、準年寄時津洋承認。力士会の申し合わせで、国技館の引退相撲興業ができるのが関取30場所以上だが、十両1場所でも国技館の土俵で断髪式を行うことが可能になった。
  - 優勝力士インタビューでの「君が代発言」が物議を醸す。
- 10月、秋巡業で横綱、大関らが握手会などの入場者サービスを行うようになった。
- 11月、元小結舞の海引退。
- 12月、4日に準年寄大翔鳳死去、32歳。国技館に設置されたエスカレーター2基の竣工式が行われた

### 本場所

#### 一月場所（初場所）
両国国技館（東京都）を会場に、初日の1月10日（日）から千秋楽の1月24日（日）までの15日間開催された。
| タイトル     | タイトル     | 人物（所属部屋 出身地） - 成績 |
| ------------ | ------------ | --- |
| 幕内最高優勝 | 幕内最高優勝 | 千代大海龍二（九重部屋 大分県大分市出身） - 13勝2敗（初優勝） ※優勝決定戦勝利                                                         |
| 三賞         | 殊勲賞       | 千代大海龍二（九重部屋 大分県大分市出身） - 13勝2敗（初受賞） 武双山正士（武蔵川部屋 茨城県水戸市出身） - 10勝5敗（22場所ぶり4回目）  |
| 三賞         | 敢闘賞       | 千代大海龍二（九重部屋 大分県大分市出身） - 13勝2敗（初受賞） 千代天山大八郎（九重部屋 大阪府大阪市東住吉区出身） - 10勝5敗（初受賞） |
| 三賞         | 技能賞       | 安芸乃島勝巳（二子山部屋 広島県豊田郡安芸津町出身） - 11勝4敗（4場所ぶり3回目）                                                       |
| 十両優勝     | 十両優勝     | 雅山哲士（武蔵川部屋 茨城県水戸市出身） - 14勝1敗                                                                                     |

#### 三月場所（春場所、大阪場所）
大阪府立体育会館（大阪市）を会場に、初日の3月14日（日）から千秋楽の3月28日（日）までの15日間開催された。
| タイトル     | タイトル     | 人物（所属部屋 出身地） - 成績 |
| ------------ | ------------ | --- |
| 幕内最高優勝 | 幕内最高優勝 | 武蔵丸光洋（武蔵川部屋 アメリカ合衆国ハワイ州オアフ島出身） - 13勝2敗（7場所ぶり4回目）                                                   |
| 三賞         | 殊勲賞       | 安芸乃島勝巳（二子山部屋 広島県豊田郡安芸津町出身） - 11勝4敗（34場所ぶり7回目）                                                          |
| 三賞         | 敢闘賞       | 雅山哲士（武蔵川部屋 茨城県水戸市出身） - 9勝6敗（初受賞） 千代天山大八郎（九重部屋 大阪府大阪市東住吉区出身） - 9勝6敗（2場所連続2回目） |
| 三賞         | 技能賞       | 該当者なし |
| 十両優勝     | 十両優勝     | 大善尊太（二所ノ関部屋 大阪府大阪市浪速区出身） - 12勝3敗                                                                                 |

#### 五月場所（夏場所）
両国国技館（東京都）を会場に、初日の5月9日（日）から千秋楽の5月23日（日）までの15日間開催された。
| タイトル     | タイトル     | 人物（所属部屋 出身地） - 成績 |
| ------------ | ------------ | --- |
| 幕内最高優勝 | 幕内最高優勝 | 武蔵丸光洋（武蔵川部屋 アメリカ合衆国ハワイ州オアフ島出身） - 13勝2敗（2場所連続5回目）                                                          |
| 三賞         | 殊勲賞       | 土佐ノ海敏生（伊勢ノ海部屋 高知県安芸市出身） - 8勝7敗（14場所ぶり4回目） 千代天山大八郎（九重部屋 大阪府大阪市東住吉区出身） - 9勝6敗（初受賞） |
| 三賞         | 敢闘賞       | 魁皇博之（友綱部屋 福岡県直方市出身） - 12勝3敗（15場所ぶり3回目）                                                                               |
| 三賞         | 技能賞       | 若の里忍（鳴戸部屋 青森県弘前市出身） - 11勝4敗（初受賞）                                                                                        |
| 十両優勝     | 十両優勝     | 皇司信秀（入間川部屋 兵庫県三木市出身） - 11勝4敗                                                                                                |

#### 七月場所（名古屋場所）
愛知県体育館（名古屋市）を会場に、初日の7月4日（日）から千秋楽の7月18日（日）までの15日間開催された。
| タイトル     | タイトル     | 人物（所属部屋 出身地） - 成績 |
| ------------ | ------------ | --- |
| 幕内最高優勝 | 幕内最高優勝 | 出島武春（武蔵川部屋 石川県金沢市出身） - 13勝2敗（初優勝） ※優勝決定戦勝利                                                                   |
| 三賞         | 殊勲賞       | 出島武春（武蔵川部屋 石川県金沢市出身） - 13勝2敗（6場所ぶり3回目）                                                                           |
| 三賞         | 敢闘賞       | 出島武春（武蔵川部屋 石川県金沢市出身） - 13勝2敗（7場所ぶり3回目） 土佐ノ海敏生（伊勢ノ海部屋 高知県安芸市出身） - 11勝4敗（4場所ぶり5回目） |
| 三賞         | 技能賞       | 出島武春（武蔵川部屋 石川県金沢市出身） - 13勝2敗（11場所ぶり3回目）                                                                          |
| 十両優勝     | 十両優勝     | 金開山龍（出羽海部屋 長崎県大村市出身） - 10勝5敗 ※優勝決定戦勝利                                                                             |

#### 九月場所（秋場所）
両国国技館（東京都）を会場に、初日の9月12日（日）から千秋楽の9月26日（日）までの15日間開催された。
| タイトル     | タイトル     | 人物（所属部屋 出身地） - 成績                                                          |
| ------------ | ------------ | --------------------------------------------------------------------------------------- |
| 幕内最高優勝 | 幕内最高優勝 | 武蔵丸光洋（武蔵川部屋 アメリカ合衆国ハワイ州オアフ島出身） - 12勝3敗（2場所ぶり6回目） |
| 三賞         | 殊勲賞       | 栃東大裕（玉ノ井部屋 東京都足立区出身） - 10勝5敗（10場所ぶり2回目）                    |
| 三賞         | 敢闘賞       | 安芸乃島勝巳（二子山部屋 広島県豊田郡安芸津町出身） - 11勝4敗（27場所ぶり8回目）        |
| 三賞         | 技能賞       | 安芸乃島勝巳（二子山部屋 広島県豊田郡安芸津町出身） - 11勝4敗（4場所ぶり4回目）         |
| 十両優勝     | 十両優勝     | 追風海直飛人（追手風部屋 青森県北津軽郡板柳町出身） - 12勝3敗                           |

#### 十一月場所（九州場所）
福岡国際センター（福岡市）を会場に、初日の11月7日（日）から千秋楽の11月21日（日）までの15日間開催された。
| タイトル     | タイトル     | 人物（所属部屋 出身地） - 成績                                                          |
| ------------ | ------------ | --------------------------------------------------------------------------------------- |
| 幕内最高優勝 | 幕内最高優勝 | 武蔵丸光洋（武蔵川部屋 アメリカ合衆国ハワイ州オアフ島出身） - 12勝3敗（2場所連続7回目） |
| 三賞         | 殊勲賞       | 土佐ノ海敏生（伊勢ノ海部屋 高知県安芸市出身） - 10勝5敗（3場所ぶり5回目）               |
| 三賞         | 敢闘賞       | 魁皇博之（友綱部屋 福岡県直方市出身） - 11勝4敗（3場所ぶり4回目）                       |
| 三賞         | 技能賞       | 栃東大裕（玉ノ井部屋 東京都足立区出身） - 10勝5敗（6場所ぶり4回目）                     |
| 十両優勝     | 十両優勝     | 小城錦康年（出羽海部屋 千葉県市川市出身） - 11勝4敗 ※優勝決定戦勝利                     |

### 受賞
- 年間最優秀力士賞（年間最多勝）：武蔵丸光洋（70勝20敗）

### 新弟子検査合格者
| 場所     | 主な合格者                   | 四股名       | 最高位     | 最終場所              | 備考             |
| -------- | ---------------------------- | ------------ | ---------- | --------------------- | ---------------- |
| 1月場所  | ドルゴルスレン・ダグワドルジ | 朝青龍明徳   | 第68代横綱 | 2010年1月場所         |                  |
| 1月場所  | 山内隆志                     | 武州山隆士   | 前頭3枚目  | 2013年1月場所         | 幕下最下位格付出 |
| 3月場所  | 田宮啓司                     | 琴光喜啓司   | 大関       | 2010年5月場所（解雇） | 幕下最下位格付出 |
| 3月場所  | 加藤精彦                     | 高見盛精彦   | 小結       | 2013年1月場所         | 幕下最下位格付出 |
| 3月場所  | 八木ヶ谷匡也                 | 若荒雄匡也   | 小結       | 2014年9月場所         |                  |
| 3月場所  | 柿内大樹                     | 千代白鵬大樹 | 前頭6枚目  | 2011年1月場所         |                  |
| 3月場所  | 鈴川真一                     | 若麒麟真一   | 前頭9枚目  | 2009年1月場所（解雇） |                  |
| 3月場所  | 髙濵竜郎                     | 濵錦竜郎     | 前頭11枚目 | 2012年1月場所         | 幕下最下位格付出 |
| 3月場所  | 岡本将之                     | 霧の若太郎   | 十両4枚目  | 2011年1月場所         |                  |
| 3月場所  | 湯村幸基                     | 琴弥山幸基   | 十両12枚目 | 2018年3月場所         |                  |
| 5月場所  |                              |              |            |                       |                  |
| 7月場所  |                              |              |            |                       |                  |
| 9月場所  |                              |              |            |                       |                  |
| 11月場所 |                              |              |            |                       |                  |

### 引退
| 場所     | 主な引退力士 | 最高位    | 初土俵                            | 備考                   |
| -------- | ------------ | --------- | --------------------------------- | ---------------------- |
| 1月場所  | 旭豊勝照     | 小結      | 1987年3月場所                     | 準年寄就任             |
| 1月場所  | 隆濤剛       | 十両8枚目 | 1992年5月場所（幕下最下位格付出） | 引退時の四股名は龍興   |
| 3月場所  | 豊ノ海真二   | 前頭筆頭  | 1981年3月場所                     | 年寄「山響」襲名       |
| 3月場所  | 立洸熊五郎   | 前頭6枚目 | 1985年3月場所                     |                        |
| 5月場所  |              |           |                                   |                        |
| 7月場所  | 栃乃和歌清隆 | 関脇      | 1985年3月場所（幕下最下位格付出） | 年寄「竹縄」襲名       |
| 7月場所  | 琴稲妻佳弘   | 小結      | 1978年3月場所                     | 年寄「粂川」襲名       |
| 7月場所  | 大翔鳳昌巳   | 小結      | 1990年1月場所（幕下最下位格付出） | 準年寄就任             |
| 7月場所  | 朝乃涛誠     | 十両3枚目 | 1990年3月場所                     | 引退時の四股名は朝太田 |
| 9月場所  | 時津洋宏典   | 前頭4枚目 | 1985年3月場所                     | 準年寄就任             |
| 9月場所  | 前進山良太   | 十両2枚目 | 1982年11月場所                    | 若者頭就任             |
| 11月場所 | 舞の海秀平   | 小結      | 1990年5月場所（幕下最下位格付出） |                        |

#### 引退相撲興行
- 1月30日 - 小城乃花引退断髪式披露大相撲（両国国技館）
- 1月31日 - 三杉里引退断髪式披露大相撲（両国国技館）
- 6月2日 - 久島海引退断髪式披露大相撲（両国国技館）
- 10月2日 - 豊ノ海引退山響襲名披露大相撲（両国国技館）
- 10月3日 - 旭豊引退立浪襲名披露大相撲（両国国技館）

## 誕生
- 1月11日 - 栃武蔵陽太（現役力士、所属：春日野部屋）[11]
- 1月30日 - 宮乃風陽（現役力士、所属：尾車部屋→二所ノ関部屋→中村部屋）
- 3月2日 - 狼雅外喜義（現役力士、所属：二子山部屋）[12]
- 4月9日 - 尊富士弥輝也（現役力士、所属：伊勢ヶ濱部屋）
- 4月10日 - 川副圭太（現役力士、所属：宮城野部屋→伊勢ヶ濱部屋）
- 5月22日 - 豊昇龍智勝（現役力士、所属：立浪部屋）[13]
- 5月25日 - 白熊優太（現役力士、所属：二所ノ関部屋）
- 6月4日 - 風賢央厳太（現役力士、所属：押尾川部屋）
- 7月14日 - 嘉陽快宗（現役力士、所属：二所ノ関部屋→中村部屋）[14]
- 8月26日 - 琴勝峰吉成（現役力士、所属：佐渡ヶ嶽部屋）[15]
- 10月12日 - 栃大海雄（現役力士、所属：春日野部屋）
- 11月5日 - 羽出山将（現役力士、所属：玉ノ井部屋）[16]

## 死去
- 1月19日 - 芳の里淳三（最高位：前頭12枚目、所属：二所ノ関部屋、プロレスラー、* 1928年【昭和3年】）[17]
- 1月21日 - 岩波重廣（最高位：前頭8枚目、所属：立浪部屋、* 1955年【昭和30年】）[18]
- 5月3日 - 若ノ海周治（最高位：小結、所属：二所ノ関部屋→芝田山部屋→花籠部屋、* 1931年【昭和6年】）[19]
- 5月24日 - 玉櫻八郎（最高位：前頭20枚目、所属：二所ノ関部屋、* 1920年【大正9年】）
- 7月27日 - 大龍隆寛（最高位：十両6枚目、所属：友綱部屋、* 1944年【昭和19年】）
- 10月3日 - 佐賀ノ海輝一（最高位：十両11枚目、所属：井筒部屋→君ヶ濱部屋、* 1945年【昭和20年】）
- 11月4日 - 若杉山豊一（最高位：前頭筆頭、所属：時津風部屋、* 1933年【昭和8年】）[20]
- 11月11日 - 大田山一朗（最高位：前頭20枚目、所属：高砂部屋、* 1924年【大正13年】）[21]
- 12月4日 - 大翔鳳昌巳（最高位：小結、所属：立浪部屋、準年寄：大翔鳳、* 1967年【昭和42年】）[22]